# The Cult
The Cult ist eine englische Rockband, die 1983 von Ian Astbury unter dem Namen Death Cult gegründet wurde und aus der Band The Southern Death Cult hervorging.

## Geschichte
Astburys Familie zog nach Bradford, Yorkshire um, wo er sich 1981 mit David Burrows (Gitarre), Barry Jepson (E-Bass) und Haq Quereshi (Schlagzeug) zu The Southern Death Cult zusammenschloss. Zwei Jahre später löste Astbury die Band auf und gründete The Cult, zunächst unter dem Namen Death Cult. Die Mitglieder waren Ray Mondo (Schlagzeug), Billy Duffy (Gitarre), der zuvor bei Theatre of Hate spielte, und Jamie Stewart (Bass). Ian Astbury trat seinerzeit drastisch geschminkt auf – eine Art Kriegsbemalung, noch mehr als zu The-Southern-Death-Cult-Zeiten, die das „Indianer-Image“ von The Cult begründen sollte.
Mondo wurde nach der Veröffentlichung der ersten EP im Jahre 1983 durch Nigel Preston ersetzt. Im Frühjahr 1984 benannte man sich in The Cult um, aus Angst zu sehr in die Gothic-Ecke gedrängt zu werden und um den Erfolg in den USA zu gewährleisten. Im selben Jahr kam das Debüt Dreamtime heraus, das einige Death Cult-Songs enthielt und es in die UK-Charts schaffte. Preston verließ ein Jahr später die Band und wurde durch Mark Brzezicki (ehemaliger Big-Country-Drummer) ersetzt, der wiederum durch Les Warner ersetzt wurde. Das zweite Album Love verkaufte sich in Großbritannien 200.000-mal und brachte die beiden Hits Rain und das neu aufgenommene Revolution hervor. Mit Electric, ihrem dritten Album, das von Rick Rubin produziert wurde, entwickelte The Cult einen neuen raueren Stil in das Genre des Hardrocks und erschloss neue Hörerkreise.
Les Warner wurde 1988 am Schlagzeug ersetzt, zunächst spielte Mickey Curry 1989 Sonic Temple mit ein, den größten Erfolg der Band. Matt Sorum spielte dann auf der zugehörigen Tournee. Nachdem Sorum 1990 zu Guns n’ Roses gewechselt war, spielte Mickey Curry erneut für die Band. Es folgten noch zahlreiche weitere Mitgliederwechsel. 1995 trennte sich die Band, die zu dieser Zeit nur noch aus Astbury und Duffy als festen Mitgliedern bestand.
1999 kam es zur Wiedervereinigung von The Cult. Im Jahr 2000 nahm die Band für den Film Nur noch 60 Sekunden den Song Painted on My Heart auf, der von Diane Warren stammt und als Single erschien. Er wird auch in dem Film selbst, in einer Szene, in der ein Autodiebstahl stattfindet, eingespielt. 2001 erschien das Album Beyond Good and Evil. Seit 2002 folgte erneut eine längere Phase der Inaktivität.
Im Jahre 2006 gab es ein Comeback der Band und eine Tour durch Nordamerika und Europa. Das erste Konzert fand am 1. März 2006 im Fillmore West in San Francisco statt. Im Sommer 2006 fand eine Europa-Tour statt, die im Herbst 2006 in Großbritannien fortgesetzt wurde. Ebenfalls trat die Band 2007 bei den Auftritten von The Who in Deutschland im Vorprogramm auf. Danach erschien das Album Born into This im September 2007.
2008 ging die Band wieder auf Tour um das Album Born into This zu promoten; das einzige Konzert in Deutschland fand am 6. März 2008 in der Live Music Hall in Köln statt.
Im Oktober 2009 hat die Band im Rahmen der Love Live Tour auch zwei Konzerte in Deutschland gegeben, in Duisburg und Berlin. Bei dieser Tour wurde anlässlich des 25. Jahrestages der Veröffentlichung das komplette Love-Album gespielt, gefolgt von einem „Best-of“-Teil. Eine remasterte Neuauflage des Albums Love ist im gleichen Jahr veröffentlicht worden. Im Box-Set sind zusätzlich auch eine CD mit Demos sowie eine Live-CD eines Konzerts aus dem Jahre 1985 enthalten.
2010 ging die Band erneut auf Tour, im Juli 2010 wurde das einzige Deutschland-Konzert der Tour in Jüchen gespielt. Die Single Everyman and Woman Is a Star wurde am 1. August 2010 als Download veröffentlicht.
Im Mai 2012 veröffentlichte die Band ihr neuntes Album Choice of Weapon, das von Chris Goss und Bob Rock produziert wurde. Vorab wurde der Song Lucifer kostenlos auf der Homepage der Band zur Verfügung gestellt. The Cult veröffentlichen ihr zehntes Studioalbum Hidden City im Februar 2016. 2022 erschien das elfte Album Under the Midnight Sun.

## Diskografie
Studioalben

| Jahr | Titel                  | Höchstplatzierung, Gesamtwochen, AuszeichnungChartplatzierungen (Jahr, Titel, Platzierungen, Wochen, Auszeichnungen, Anmerkungen) | Höchstplatzierung, Gesamtwochen, AuszeichnungChartplatzierungen (Jahr, Titel, Platzierungen, Wochen, Auszeichnungen, Anmerkungen) | Höchstplatzierung, Gesamtwochen, AuszeichnungChartplatzierungen (Jahr, Titel, Platzierungen, Wochen, Auszeichnungen, Anmerkungen) | Höchstplatzierung, Gesamtwochen, AuszeichnungChartplatzierungen (Jahr, Titel, Platzierungen, Wochen, Auszeichnungen, Anmerkungen) | Höchstplatzierung, Gesamtwochen, AuszeichnungChartplatzierungen (Jahr, Titel, Platzierungen, Wochen, Auszeichnungen, Anmerkungen) | Anmerkungen                                                  |
| Jahr | Titel                  | DE | AT | CH | UK | US | Anmerkungen                                                  |
| ---- | ---------------------- | --- | --- | --- | --- | --- | ------------------------------------------------------------ |
| 1984 | Dreamtime              | — | — | — | UK21 Silber · (8 Wo.)UK | — | Erstveröffentlichung: 27. August 1984 Verkäufe: + 60.000     |
| 1985 | Love                   | — | — | — | UK4 Gold · (22 Wo.)UK | US87 Gold · (34 Wo.)US | Erstveröffentlichung: 14. Oktober 1985 Verkäufe: + 800.000   |
| 1987 | Electric               | — | — | CH22 (2 Wo.)CH | UK4 Gold · (27 Wo.)UK | US38 Platin · (32 Wo.)US | Erstveröffentlichung: 6. April 1987 Verkäufe: + 1.300.000    |
| 1989 | Sonic Temple           | DE39 (7 Wo.)DE | — | CH19 (4 Wo.)CH | UK3 Gold · (11 Wo.)UK | US10 Platin · (33 Wo.)US | Erstveröffentlichung: 10. April 1989 Verkäufe: + 1.335.000   |
| 1991 | Ceremony               | DE38 (8 Wo.)DE | — | CH38 (1 Wo.)CH | UK9 (4 Wo.)UK | US25 (12 Wo.)US | Erstveröffentlichung: 23. September 1991 Verkäufe: + 100.000 |
| 1994 | The Cult               | DE45 (8 Wo.)DE | — | CH30 (2 Wo.)CH | UK21 (2 Wo.)UK | US69 (4 Wo.)US | Erstveröffentlichung: 10. Oktober 1994 Verkäufe: + 50.000    |
| 2001 | Beyond Good and Evil   | DE21 (5 Wo.)DE | AT73 (3 Wo.)AT | CH93 (2 Wo.)CH | UK69 (1 Wo.)UK | US37 (8 Wo.)US | Erstveröffentlichung: 11. Juni 2001                          |
| 2007 | Born Into This         | DE81 (1 Wo.)DE | — | — | UK72 (1 Wo.)UK | US70 (2 Wo.)US | Erstveröffentlichung: 1. Oktober 2007                        |
| 2012 | Choice of Weapon       | DE30 (2 Wo.)DE | AT57 (1 Wo.)AT | CH42 (1 Wo.)CH | UK20 (2 Wo.)UK | US36 (2 Wo.)US | Erstveröffentlichung: 22. Mai 2012 Verkäufe: + 20.000        |
| 2016 | Hidden City            | DE51 (1 Wo.)DE | AT69 (1 Wo.)AT | CH50 (1 Wo.)CH | UK19 (2 Wo.)UK | US153 (1 Wo.)US | Erstveröffentlichung: 5. Februar 2016                        |
| 2022 | Under the Midnight Sun | DE89 (2 Wo.)DE | — | CH53 (2 Wo.)CH | UK15 (1 Wo.)UK | — | Erstveröffentlichung: 14. Oktober 2022                       |

## Frühere Mitglieder der Band
- Les Warner – Schlagzeug
- Ray Mondo – Schlagzeug
- Nigel Preston – Schlagzeug
- Eric Singer – Schlagzeug
- Mickey Curry – Schlagzeug
- Matt Sorum – Schlagzeug
- Mark Brzezicki – Schlagzeug
- James Kottak – Schlagzeug
- Michael Lee – Schlagzeug
- Scott Garrett – Schlagzeug
- Charley Drayton – Bass
- Todd Hoffman – Bass
- Kinley Wolfe – Bass
- Jamie Stewart – Bass, Gitarre
- Kid Chaos – Bass
- Martyn LeNoble – Bass
- Billy Morrison – Bass
- Craig Adams – Bass
- John Webster – Keyboard
- John Sinclair – Keyboard
- Mike Dimkich – Gitarre (1993, 1999–2013)
- Chris Wyse – Bass
- Grant Fitzpatrick – Bass
- Damon Fox – Keyboard